# Евангелистрия (дем Лъгадина)
Евангелистрия или Караджали (на гръцки: Ευαγγελίστρια) е село в Гърция, дем Лъгадина, област Централна Македония със 183 жители (2001).

## География
Селото е разположено в северните поли на Богданската планина (Сухо планина, на гръцки Вертискос), на пътя Солун - Сяр.

## История

### В Османската империя
През XIX век Ени Караджали е турско село, числящо се към Лъгадинската каза на Османската империя. Към 1900 година според статистиката на Васил Кънчов („Македония. Етнография и статистика“) в Караджали Махала живеят 140 души турци.

### В Гърция
След Междусъюзническата война Караджали попада в Гърция. През 20-те години мюсюлманското му население се изселва и в селото са настанени гърци бежанци. В 1952 година е построена църквата „Свети Георги“.

## Личности
Починали в Евангелистрия
- Васил Танев (1897 - 1941), български комунистически деец